# نويل بلاك
نويل بلاك (بالإنجليزية: Noel Black)‏ هو كاتب سيناريو ومنتج أفلام ومخرج أمريكي، ولد في 30 يونيو 1937 في شيكاغو في الولايات المتحدة، وتوفي في 5 يوليو 2014 في سانتا باربارا في الولايات المتحدة بسبب ذات الرئة.

## وصلات خارجية
- نويل بلاك على موقع IMDb (الإنجليزية)
- نويل بلاك على موقع ألو سيني (الفرنسية)
- نويل بلاك على موقع أول موفي (الإنجليزية)
- نويل بلاك على موقع قاعدة بيانات الأفلام السويدية (السويدية)
- نويل بلاك على موقع قاعدة بيانات الفيلم (الإنجليزية)
- نويل بلاك على موقع كينوبويسك (الروسية)